# Javaanse blauwstaartpitta
De Javaanse blauwstaartpitta (Hydrornis guajanus; ook wel Pitta guajana ) is een vogelsoort uit de familie van pitta's (Pittidae). Het is een endemische vogelsoort van Java en Bali.

## Kenmerken
De Javaanse blauwstaartpitta is ongeveer 20 cm lang. Deze pitta heeft duidelijke gele wenkbrauwstreep. De buik en de borst zijn geel, zwartblauw gebandeerd en het mannetje heeft een smalle blauwe band tussen keel en borst. Deze soort lijkt erg op de Maleise blauwstaartpitta die voorkomt op het schiereiland Malakka en Sumatra. Bij de Maleise soort is de bandering eerder oranje (vooral naar de zijkant toe) dan geel, afgewisseld met eerder blauw (vooral naar het midden toe) dan zwart. Verder is de wenkbrauwstreep van de Maleise blauwstaartpitta meer oranje dan geel.
Op Borneo komt ook een erg gelijkende soort voor, de borneoblauwstaartpitta (Hydrornis schwaneri); bij deze soort neigt de bandering weer naar geel en zwart, met bij het mannetje een duidelijk blauwe vlek op de onderbuik en een gele wenkbrauwstreep.

## Leefwijze
Hoewel de dieren kunnen vliegen, geven ze er doorgaans de voorkeur aan om op de grond te blijven. Hun voedsel vinden ze op bosbodem en bestaat uit ongewervelde dieren zoals insecten (vooral mieren en kakkerlakken) en slakken maar ook wel kleine hagedissen.

## Verspreiding en leefgebied
De Javaanse blauwstaartpitta komt voor op Java en Bali. Het leefgebied bestaat uit oud, primair regenbos maar ook secondair bos, vaak op rotsige kalkhellingen.

## Taxonomie
De Javaanse blauwstaartpitta maakt deel uit van een complex van drie soorten. Deze soort die voorkomt op Java en Bali werd beschouwd als de nominaat, Pitta guajana guajana. De soort die voorkomt op Malakka en Sumatra (Maleise blauwstaartpitta) was dan de ondersoort Pitta guajana irena en de soort die op Borneo voorkomt was dan Pitta guajana schwaneri (borneoblauwstaartpitta). De IUCN en BirdLife International beschouwen sinds 2012 deze drie als aparte soorten.

## Status
Er is aanleiding te veronderstellen dat de soort bedreigd wordt door ontbossing en verstedelijking. De grootte van de populatie is niet gekwantificeerd het is niet bekend of de soort in zijn voortbestaan wordt bedreigd. waarschijnlijk ligt het tempo van achteruitgang onder de 30% in tien jaar (minder dan 3,5% per jaar). Daarom staat de Javaanse blauwstaartpitta als niet bedreigd op de Rode Lijst van de IUCN.